# S1PR5
Sfingozin 1-fosfat receptor 5 (S1PR5) je ljudski gen koji kodira G protein spregnuti receptor za koji se vezuje lipidni signalni molekul sfingozin 1-fosfat (S1P).

## Literatura
- Im DS; Heise CE; Ancellin N;  . (2000). „Characterization of a novel sphingosine 1-phosphate receptor, Edg-8.”. J. Biol. Chem. 275 (19): 14281—6. PMID 10799507. doi:10.1074/jbc.275.19.14281.
- Malek RL; Toman RE; Edsall LC;  . (2001). „Nrg-1 belongs to the endothelial differentiation gene family of G protein-coupled sphingosine-1-phosphate receptors.”. J. Biol. Chem. 276 (8): 5692—9. PMID 11069896. doi:10.1074/jbc.M003964200.
- Hla T (2001). „Sphingosine 1-phosphate receptors.”. 64 (1-4): 135—142. PMID 11331101.
- Im DS, Clemens J, Macdonald TL, Lynch KR (2001). „Characterization of the human and mouse sphingosine 1-phosphate receptor, S1P5 (Edg-8): structure-activity relationship of sphingosine1-phosphate receptors.”. Biochemistry. 40 (46): 14053—60. PMID 11705398. doi:10.1021/bi011606i.
- Takeda S; Kadowaki S; Haga T;  . (2002). „Identification of G protein-coupled receptor genes from the human genome sequence.”. FEBS Lett. 520 (1-3): 97—101. PMID 12044878. doi:10.1016/S0014-5793(02)02775-8.
- Niedernberg A, Scherer CR, Busch AE, Kostenis E (2002). „Comparative analysis of human and rat S1P(5) (edg8): differential expression profiles and sensitivities to antagonists.”. Biochem. Pharmacol. 64 (8): 1243—50. PMID 12234605. doi:10.1016/S0006-2952(02)01289-3.
- Kothapalli R, Kusmartseva I, Loughran TP (2003). „Characterization of a human sphingosine-1-phosphate receptor gene (S1P5) and its differential expression in LGL leukemia.”. Biochim. Biophys. Acta. 1579 (2-3): 117—23. PMID 12427546. doi:10.1016/S0167-4781(02)00529-8.
- Strausberg RL; Feingold EA; Grouse LH;  . (2003). „Generation and initial analysis of more than 15,000 full-length human and mouse cDNA sequences.”. Proc. Natl. Acad. Sci. U.S.A. 99 (26): 16899—903. PMC 139241 . PMID 12477932. doi:10.1073/pnas.242603899.
- Vogler R; Sauer B; Kim DS;  . (2003). „Sphingosine-1-phosphate and its potentially paradoxical effects on critical parameters of cutaneous wound healing.”. J. Invest. Dermatol. 120 (4): 693—700. PMID 12648236. doi:10.1046/j.1523-1747.2003.12096.x.
- Ota T; Suzuki Y; Nishikawa T;  . (2004). „Complete sequencing and characterization of 21,243 full-length human cDNAs.”. Nat. Genet. 36 (1): 40—5. PMID 14702039. doi:10.1038/ng1285.
- Grimwood J; Gordon LA; Olsen A;  . (2004). „The DNA sequence and biology of human chromosome 19.”. Nature. 428 (6982): 529—35. PMID 15057824. doi:10.1038/nature02399.
- Gerhard DS; Wagner L; Feingold EA;  . (2004). „The status, quality, and expansion of the NIH full-length cDNA project: the Mammalian Gene Collection (MGC).”. Genome Res. 14 (10B): 2121—7. PMC 528928 . PMID 15489334. doi:10.1101/gr.2596504.
- Ulfig N, Briese M (2005). „Evidence for the presence of the sphingosine-1-phosphate receptor Edg-8 in human radial glial fibers.”. Acta Histochem. 106 (5): 373—8. PMID 15530552. doi:10.1016/j.acthis.2004.08.002.
- Rual JF; Venkatesan K; Hao T;  . (2005). „Towards a proteome-scale map of the human protein-protein interaction network.”. Nature. 437 (7062): 1173—8. PMID 16189514. doi:10.1038/nature04209.
- Otsuki T; Ota T; Nishikawa T;  . (2007). „Signal sequence and keyword trap in silico for selection of full-length human cDNAs encoding secretion or membrane proteins from oligo-capped cDNA libraries.”. DNA Res. 12 (2): 117—26. PMID 16303743. doi:10.1093/dnares/12.2.117.

## Spoljašnje veze
- „Lysophospholipid Receptors: S1P5”. IUPHAR Database of Receptors and Ion Channels. International Union of Basic and Clinical Pharmacology. Архивирано из оригинала 08. 12. 2015. г.
- Lysophospholipid+receptors на 